# Сантасе
Шестдесет и шест (по-известна като сантасе) е популярна игра с карти. Това е най-старата игра с карти от вида „съседски игри“. Играта се е появила за пръв път в Германия през 17 век. 
Нейна разновидност е играта шнапсен, различаваща се в известна степен: играе се с тесте от 20 карти (липсват деветките), ръка от 5 такива, свойството за подмяна притежава валето, като самата подмяна може да бъде извършена и на първа ръка и др. Шнапсенът е популярен най-вече в Австрия и Унгария, където се откриват и специални тестета.
Други тясно свързани игри за различен брой играчи са популярни в цяла Европа и включват чешкия/словашкия Mariáš, унгарския Ulti, финландския Marjapussi и френския Bezique. Американският пинохъл също произлиза от това семейство.

## Правила
Сантасе е игра с 6 карти, която се играе с тесте от 24 карти, състоящи се от асо, десетка, поп, дама, вале и девятка, на стойност съответно асо- 11, 10, поп- 4, дама- 3, вале- 2 и девятка- 0 точки карти. Коз се определя на случаен принцип. Всеки от играчите започва с пълна ръка и тегли от талона след всяка взятка. Целта на всяко раздаване е да бъдеш първият играч, отбелязал 66 точки. Картите имат обща стойност от 120 точки, а последната взятка е на стойност 10 точки. 

### Раздаване
Раздаващият в първото раздаване играч разбърква картите, след което по време на играта картите не се разбъркват отново. Опонентът на раздаващия цепи тестето за игра, след което раздаващият раздава по 6 карти (по три карти на противника си и на себе си и веднага след това по още три карти). Следващата карта в тестето се обръща, като тя определя коза на това раздаване. Картите, които остават от тестето след това раздаване, се поставят върху обърната карта като талон. По този начин всеки от играчите държи в ръцете си по шест карти като допълва техния брой до шест от талона след всяка взятка. В следващите раздавания раздаващ е този играч, който е спечелил предходната игра.

### Играта
Играта се открива от този играч, който не е раздавал. Взема играчът с най-силната карта, независимо от боята, освен ако взятката не съдържа карта от козовата боя, в който случай се взема от коза във взятката. Докато талона не бъде изчерпан, никой от играчите няма задължение да отговаря на боята или да цака. Играчите трябва да запомнят колко точки са взели, тъй като не им е позволено да преглеждат взятките си. След като една ръка бъде изиграна, победителят тегли от талона, за да попълни ръката си, след което губещият прави същото. Победителят от предишната взятка е наред.

### Деветка коз
Притежателят на най-малкия коз, деветката, може да го размени за обърнатия с лицето нагоре коз под талона. Това може да направи само играч, който има преднина и е спечелил поне една взятка. Тази размяна не може да се направи по средата на взятката. Трябва да се направи точно след като играчите са теглили и когато няма карти в игра. Тази подмяна може да бъде извършена, ако играчът, притежаващ деветката, е на ход, взел е поне една ръка и върху обърнатата козова карта има повече от две карти.

### Двойки дама и поп
Когато има преднина, играч може да обяви дама и поп от една и съща боя, като изиграе едната и едновременно с това покаже другата. Двойките от боя, която не е коз са на стойност 20 точки, а козовите бракове са на стойност 40. Обявява се по някакъв начин на другия играч, често чрез изричане на броя на направените точки ("двадесет" или "четиридесет"). Точките не се броят към общата сума на играча, докато не е взел поне една взятка.

### Изчерпан талон
След като талона бъде изчерпан и обърнатият коз е взет от загубилия последната взятка, правилата на играта се променят, ставайки по-строги. Сега играчите са длъжни да отговарят (спечелявайки взятката, когато е възможно), трябва да цакат ако нямат карти от боята на противника и  могат да обявяват 20 и 40.

### Затваряне
Затварянето означава, че играчът, който затваря, счита, че има достатъчно добра ръка за да достигне 66 точки. Играчът трябва да е на ред, за да затвори. Това се прави чрез обръщане на определящата коза карта. Правилата се променят на строгите правила, описани по-горе след изчерпване на талона. Талонът вече е затворен и играчите нямат право да теглят. Освен това, няма бонус от 10 точки за вземане на последната взятка. Ако затворилият достигне първи 66 точки от карти, той печели игрови точки, както е описано по-долу. Ако не успее да достигне 66 точки карти или опонентът му достигне първи 66 точки, опонентът му отбелязва 2 игрови точки или 3, ако няма никакви взятки.

### Обявяване
Играч, който смята, че точките от взятките, които е взел, заедно с тези от всички обявявания, са 66 или повече, спира играта и започва да брои точките си. Ако играчът, който е спрял играта, няма 66 точки след преброяването, тогава опонентът му печели 2 игрови точки или 3, ако няма никакви взятки. Ако играчът има 66 точки, тогава той или тя печели точки за игра, както следва:
- Една игрова точка, ако опонентът му има 33 или повече точки.

- Две игрови точки, ако опонентът му е спечелил поне една взятка и има 0–32 точки.

- Три игрови точки, ако опонентът му изобщо няма взятки.